# Ekonomija Kćeri Božje ljubavi Betanija u Sarajevu
Ekonomija Betanija bila je gospodarsko imanje (ekonomija) Kćeri Božje ljubavi u Sarajevu. Danas je to velika parkovna površina.

## Zemljopisni položaj
S jugozapadne strane omeđuje ju cesta M223. S druge strane ceste su groblje Bare, Bosnalijek, Hum, Velešići i Koševsko brdo, a s iste strane ceste su Šip, Pionirska dolina, Jezero, Olimpijski stadion Koševo, športski kompleks Zetra, Koševo i nekoliko manjih gradskih groblja, kao rimokatolička groblja sv. Josip, sv. Mihovil, groblja Lav, Stadion itd. Toponim Slatine sačuvao se u ulici koja je sjeverna granica parka. 

## Povijest
Osnovala ju je s. Franziska Lechner, osnivačica Družbe, na Slatini u Sarajevu. Betanija je bila domom dom časnih sestara. Osim kuće za časne sestre, na ovom poljodjelskome gospodarskom imanju bili su objekti za stočarstvo, povrtlarstvo i voćarstvo. U stajam su držale stoku. Imale su njime na kojima su sadile voće i povrće. Od uzgojenog su nesebično prehranjivale brojna gledne, pa su često i same bile gladne. Do 1947/1948. godine Betanija je bila dom časnih sestara iz Družbe Kćeri Božje ljubavi, a onda im je nacionalizacijom sve oduzeto. Vlasti su im naložile da se isele u roku od 24 sata. Protjerane časne otišle su svakamo. Jedne su pošle na druga mjesta u Sarajevu, druge pak kućama u BiH, Hrvatskoj, Austriji, Njemačkoj.
Od cijele ekonomije danas je ostalo samo groblje časnih sestara, svjedok da su nekada bile tu. Na tom su groblju pokopane 82 sestre i pet kandidatica. Križevi su identični. Posljednja je pokopana časna sestra 24. ožujka 1948. godine. Taj dio Betanije gdje je bio dom časnih sestara danas je od vremena nacionalizacije ruševina prekrivena grmljem i visokom travom. Groblje, koje je uz ime lokacije jedini trag da su ovdje nekad bile časne, prije nekoliko godina oskvrnuli su vandali. 
Na Betaniji je pokopana sestra Luka, čiji grob hodočaste ljudi svih vjera, i na njemu ostavljaju pisma u kojima mole i zahvaljuju za ozdravljenje, potomstvo, posao, ljubavnu sreću. Pisma se čuvaju u crkvi Kraljice sv. Krunice na Banjskom brijegu u Sarajevu.
Posjed je nacionalizacijom oduzet, ali i danas nosi ime Betanija. Od 1950-ih postao je omiljenim mjestom za rekreaciju građana Sarajeva. 
Velika površina Betanije jedna je od najpoželjnijih mjesta za gradnju. Stambene zgrade već su na jednom dijelu. Podignut je i park. Planiraju na njemu smjestiti hotel s apartmanima, multifunkcionalne dvorane, specijalizirane trgovine, multipleks, prostorije za fitness, kasino, diskoteke. 
Danas je jedna velika zelena oaza koja se prostire na 7 ha. Za rekreativce je napravljena pješačka staza, trim i biciklistička staza duga 1.200 m, dječje igralište s klackalicama i toboganom, klupe za odmor. Hortikulturni sadržaj je nekoliko stotina posađenih sadnica raznovrsnog grmlja, srednjeg i visokog rastinja: hrasta, graba, kestena, bukve, javora, jasena i lipe. Travnjak je posađen na površini od skoro 4.000 četvornih metara zasađena je i trava. Osim za rekreaciju, posjetitelj dolaze ovdje uživati u prirodi, napraviti si piknik, roštilj.
Premda je park na mjestu imovine otete Katoličkoj crkvi, iz Stranke demokratske akcije pokrenuli su inicijativu da se park Betanija preimenuje u park Alije Izetbegovića.